# 矽化物
矽化物是一種含有矽及其他金屬的化合物。

## 性質及分類
矽的金屬性比碳要來的強。而矽化物的結構比起碳化物來講，它更接近硼化物。
和硼化物、碳化物相似的地方是，矽化物的組成一樣不能輕易地形成共價分子。形成矽化物的化學鍵分類，可分成共價或離子。矽化物包含了除了鈹以外的所有非過渡金屬。
水銀，鉈，鉍和鉛与液態矽无法混溶。
在矽化物中，有很多種結構：
- 單一矽原子：具導電性的有：Cu5Si、(V,Cr,Mn)3Si、Fe3Si、Mn3Si，以及無法導電有：(Mg,Ge,Sn,Pb)2Si、(Ca,Ru,Ce,Rh,Ir,Ni)2Si
- 含有Si2的矽化物：U3Si2及Hf和Th的矽化物
- Si4（即正四面體型態）：KSi、RbSi、CaSi
- Sin（鏈狀）：USi、(Ti,Zr,Hf,Th,Ce,Pu)Si、CaSi、SrSi、YSi
- 平面六角結構（石墨狀）：β-USi2、鑭系元素及錒系元素的矽化物
- 波折六角結構：CaSi2
- 三圍構造：SrSi2、ThSi2、α-USi2

第1族或第2族的矽化物（如Na2Si和Ca2Si）與水反應會產生氫和(或)矽烷。而過渡金屬的矽化物卻與前者相反，通常在水溶液中是不反應的（氫氟酸除外）；然而，他們如果透過一些媒介來反應的話，會非常劇烈：像是熔融態的氫氧化鉀或是氟和氯在高溫下。
矽化物的形成反應稱為矽化。這種反應只有對像熔掉金屬（這些降溫後形成金屬矽化物）直接接觸芯片，因此，這一過程是自對準。普遍用於MOSF/ CMOS 源極、汲極和多晶矽柵極的歐姆接觸。

## 例子
- 矽化鎳，NiSi
- 矽化鈉，Na2Si
- 矽化鎂，Mg2Si
- 矽化鉑，PtSi
- 矽化鈦，TiSi2
- 矽化鎢，WSi2

詳情請參見總分類。